# Murzynka
Murzynka – obraz olejny Anny Bilińskiej-Bohdanowiczowej namalowany w 1884 roku, realistyczne studium portretowe czarnoskórej kobiety; od 1939 w zbiorach Muzeum Narodowego w Warszawie (nr inw. MP 5531 MNW), w latach 1944–2011 zaginiony.

## Dane techniczne
Obraz został namalowany w technice olejnej w 1884 w Paryżu. Jest portretem czarnoskórej kobiety usytuowanej na jasnym tle. Sama bohaterka obrazu ukazana jest od pasa wzwyż, odziana  w białą szatę, ale pozostaje przy tym półnaga przez odsłonięcie jednej z piersi. Na szyi ma złoty naszyjnik, a na głowie czerwoną chustę. Obraz podejmuje temat bardzo popularny pod koniec XIX wieku, ukazując postać egzotyczną. Płótno sygnowane jest w górnym prawym rogu imieniem i pierwszym nazwiskiem malarki oraz datą powstania.

## Losy obrazu
Pierwotnie obraz znajdował się w zbiorach prywatnych znanego polskiego mecenasa i kolekcjonera sztuki, Dominika Witke-Jeżewskiego, który w 1933 roku przekazał Murzynkę do depozytu Muzeum Narodowego w Warszawie. Obraz początkowo prezentowany był w Sali IX gmachu Muzeum przy ul. Podwale 15 w Warszawie. Po 1937 roku został przeniesiony do ekspozycji Galerii Malarstwa Polskiego w nowym gmachu muzeum przy Al. Jerozolimskich. W posiadanie Muzeum Narodowego w Warszawie wszedł po zakupie 12 kwietnia 1939 i został wpisany do inwentarza muzealnego.
Obraz został zrabowany z Muzeum Narodowego w Warszawie w bliżej nieznanych okolicznościach podczas II wojny światowej. Przypuszcza się, że pozostawał w muzeum do wybuchu powstania warszawskiego w sierpniu 1944, i dopiero wtedy został skradziony. Od 1945 roku płótno było poszukiwane przez stronę polską, wraz z innymi działami sztuki i dobrami kultury zrabowanymi w wyniku działań wojennych. Murzynka znalazła się między innymi w wydanym przez Ministerstwo Kultury katalogu strat wojennych malarstwa polskiego. Płótno zarejestrowano też w bazie danych obiektów utraconych w wyniku II wojny światowej prowadzonej przez ministerstwo, w bazie Stolen Works of Art Sekretariatu Generalnego Interpolu, a także opublikowano na oficjalnej stronie internetowej Ministerstwa Kultury i Dziedzictwa Narodowego oraz stronie The Central Registry of Information on Looted Curtural Property 1933-1945 (lootedart.com).
We wrześniu 2011 roku płótno znalazło się w katalogu zapowiadającym jesienny sezon aukcyjny w domu aukcyjnym Villa Grisebach w Berlinie. Obraz miał być licytowany 25 listopada 2011. O aukcji dowiedziało się polskie Ministerstwo Kultury i Dziedzictwa Narodowego, a minister Bogdan Zdrojewski polecił Departamentowi Dziedzictwa Kulturowego w resorcie kultury przygotowanie wniosku restytucyjnego, zawierającego pełną dokumentację potwierdzającą pochodzenie dzieła. Zorganizowano również wyjazd ekspertów z Muzeum Narodowego w Warszawie w celu potwierdzenia autentyczności obrazu. Działająca w imieniu Ministerstwa Kultury i Dziedzictwa Narodowego niemiecka kancelaria prawna doprowadziła do ugody, zgodnie z którą strona polska wypłaciła rekompensatę dotychczasowemu posiadaczowi dzieła. Kwota ta została wypłacona przez Fundację Bankową im. Leopolda Kronenberga przy banku Citi Handlowy.
Obraz wrócił do Polski i 21 marca 2012 został przekazany do zbiorów Muzeum Narodowego w Warszawie przez ministra kultury Bogdana Zdrojewskiego.